# رضا دهدار
رضا دهدار (زاده ۱۱ تیر ۱۳۷۴ در رامهرمز) یک وزنه‌بردار ایرانی است.
وی در مسابقات قهرمانی وزنه‌برداری جهان ۲۰۱۹ موفق به کسب مدال طلا دوضرب و مدال برنز مجموع در دسته ۱۰۲ کیلوگرم شد.
رضا دهدار در قهرمانی جهان ۲۰۲۲مدال طلا دوضرب و نقره مجموع را کسب کرد.

## نتایج (به تفکیک مسابقات)

### جام باشگاه‌های آسیا، دوحه ۲۰۱۶
دهدار در رقابت‌های جام باشگاه‌های آسیا که در سال ۲۰۱۶ در شهر دوحه قطر برگزار شد، در دستهٔ ۹۴ کیلوگرم برای تیم ملی حفاری خوزستان وزنه زد و به مهار وزنه‌های ۱۶۱ کیلوگرمی در یکضرب و ۲۰۶ کیلوگرمی در دوضرب و با مجموع ۳۶۷ کیلوگرم به سه مدال برنز این دسته دست یافت و پس از سهراب مرادی (قهرمان المپیک) و سید ایوب موسوی در جایگاه سوم رقابت‌های دسته ۹۴ کیلوگرم قرار گرفت.

### مسابقات قهرمانی وزنه‌برداری جهان ۲۰۱۹
در رقابت دسته ۱۰۲ کیلوگرم مردان در گروه A، رضا دهدار در حرکت یک‌ضرب با ۱۷۵ کیلوگرم در رده ششم ایستاد.
در حرکت دو ضرب، دهدار در نخستین حرکت موفق به مهار وزنه ۲۰۸ کیلوگرمی شد و در تلاش دوم وزنه ۲۱۷ کیلوگرمی را بالای سر برد. وی در تلاش سوم با انتخاب وزنه ۲۱۹ کیلوگرمی را بالای سر برد و موفق به کسب مدال طلای این حرکت شد. دهدار در مجموع نیز با ۳۹۴ کیلوگرم پس از نمایندگان بلاروس و کره جنوبی در رده سوم ایستاد و به مدال برنز دست یافت.

## خلاصه نتایج
| سال                             | محل برگزاری                     | وزن                             | یک‌ضرب (ک‌گ)                      | یک‌ضرب (ک‌گ)                      | یک‌ضرب (ک‌گ)                      | یک‌ضرب (ک‌گ)                      | دوضرب (ک‌گ)                      | دوضرب (ک‌گ)                      | دوضرب (ک‌گ)                      | دوضرب (ک‌گ)                      | مجموع                           | رتبه                            |
| سال                             | محل برگزاری                     | وزن                             | ۱                               | ۲                               | ۳                               | رتبه                            | ۱                               | ۲                               | ۳                               | رتبه                            | مجموع                           | رتبه                            |
| مسابقات قهرمانی وزنه‌برداری جهان | مسابقات قهرمانی وزنه‌برداری جهان | مسابقات قهرمانی وزنه‌برداری جهان | مسابقات قهرمانی وزنه‌برداری جهان | مسابقات قهرمانی وزنه‌برداری جهان | مسابقات قهرمانی وزنه‌برداری جهان | مسابقات قهرمانی وزنه‌برداری جهان | مسابقات قهرمانی وزنه‌برداری جهان | مسابقات قهرمانی وزنه‌برداری جهان | مسابقات قهرمانی وزنه‌برداری جهان | مسابقات قهرمانی وزنه‌برداری جهان | مسابقات قهرمانی وزنه‌برداری جهان | مسابقات قهرمانی وزنه‌برداری جهان |
| ------------------------------- | ------------------------------- | ------------------------------- | ------------------------------- | ------------------------------- | ------------------------------- | ------------------------------- | ------------------------------- | ------------------------------- | ------------------------------- | ------------------------------- | ------------------------------- | ------------------------------- |
| ۲۰۱۹                            | پاتایا، تایلند                  | ۱۰۲- ک‌گ                         | ۱۶۷                             | ۱۷۲                             | ۱۷۵                             | ۶                               | ۲۰۸                             | ۲۱۷                             | ۲۱۹                             | 1                               | ۳۹۴                             | 3                               |